# Бесе ла Кур
Бесе ла Кур (фр. Bessey-la-Cour) насеље је и општина у источном делу централне Француске у региону Бургоња, у департману Златна обала која припада префектури Бон.
По подацима из 2011. године у општини је живело 71 становника, а густина насељености је износила 15,47 становника/km². Општина се простире на површини од 4,59 km². Налази се на средњој надморској висини од 430 метара (максималној 429 m, а минималној 380 m).

## Демографија
| 1962. | 1968. | 1975. | 1982. | 1990. | 1999. | 2011. |
| ----- | ----- | ----- | ----- | ----- | ----- | ----- |
| 76    | 86    | 87    | 81    | 93    | 79    | 71    |

График промене броја становника у току последњих година